# أليسا تشايلدرز
أليسا تشايلدرز (بالإنجليزية: Alisa Childers)‏ هي مغنية مؤلفة وملحنة أمريكية، ولدت في 14 أبريل 1975.

## وصلات خارجية
- الموقع الرسمي
- أليسا تشايلدرز على موقع ميوزك برينز (الإنجليزية)
- أليسا تشايلدرز على موقع ديسكوغز (الإنجليزية)